# Peter Pokorny (tennista)
Peter Pokorny (Graz, 25 luglio 1940) è un ex tennista austriaco.

## Carriera
Ha fatto l'esordio con la squadra austriaca di Coppa Davis nel 1963 e nel decennio successivo ha disputato trentatré incontri con la nazionale ottenendo otto successi. Ha raggiunto gli ottavi di finale a Wimbledon 1973 nel doppio misto insieme alla connazionale Sonja Pachta mentre in singolare è riuscito solo una volta a vincere un incontro in un torneo dello Slam, al Roland Garros 1971 per poi venire sconfitto in quattro set da Nicola Pietrangeli.
Terminata la carriera agonistica è rimasto nel mondo del tennis disputando i tornei Masters per vari gradi di età, ha raggiunto la prima posizione mondiale nelle categoria over 60, over 65, over 70 e infine over 75 venendo premiato dall'ITF con l'Outstanding Achievement Award nel 2019.